# Tesoro di Bedale
Il tesoro di Bedale è un tesoro costituito da quarantotto oggetti in argento e oro databili tra la fine del IX e l'inizio del X secolo e comprende collane, bracciali, un'elsa di spada e lingotti d'argento. È stato scoperto il 22 maggio 2012 in un campo vicino a Bedale, nel North Yorkshire dai metal detector, e segnalato tramite il Portable Antiquities Scheme. A seguito di una campagna di finanziamento pubblico, il tesoro è stato acquisito dallo Yorkshire Museum per 50.000 sterline.

## Contenuto del tesoro
Il tesoro è costituito da quarantotto oggetti d'argento e d'oro ed è stato dichiarato "tesoro" ai sensi del Treasure Act 1996. Oltre a 29 lingotti d'argento, c'è un'elsa di spada in ferro intarsiata con placche di lamina, quattro cerchi o fasce d'oro nell'elsa, sei piccoli rivetti d'oro, quattro collari e anelli d'argento (uno tagliato in due pezzi), un braccio d'argento, un frammento di un anello 'Permiano' e una spilla a forma di penna d'argento.

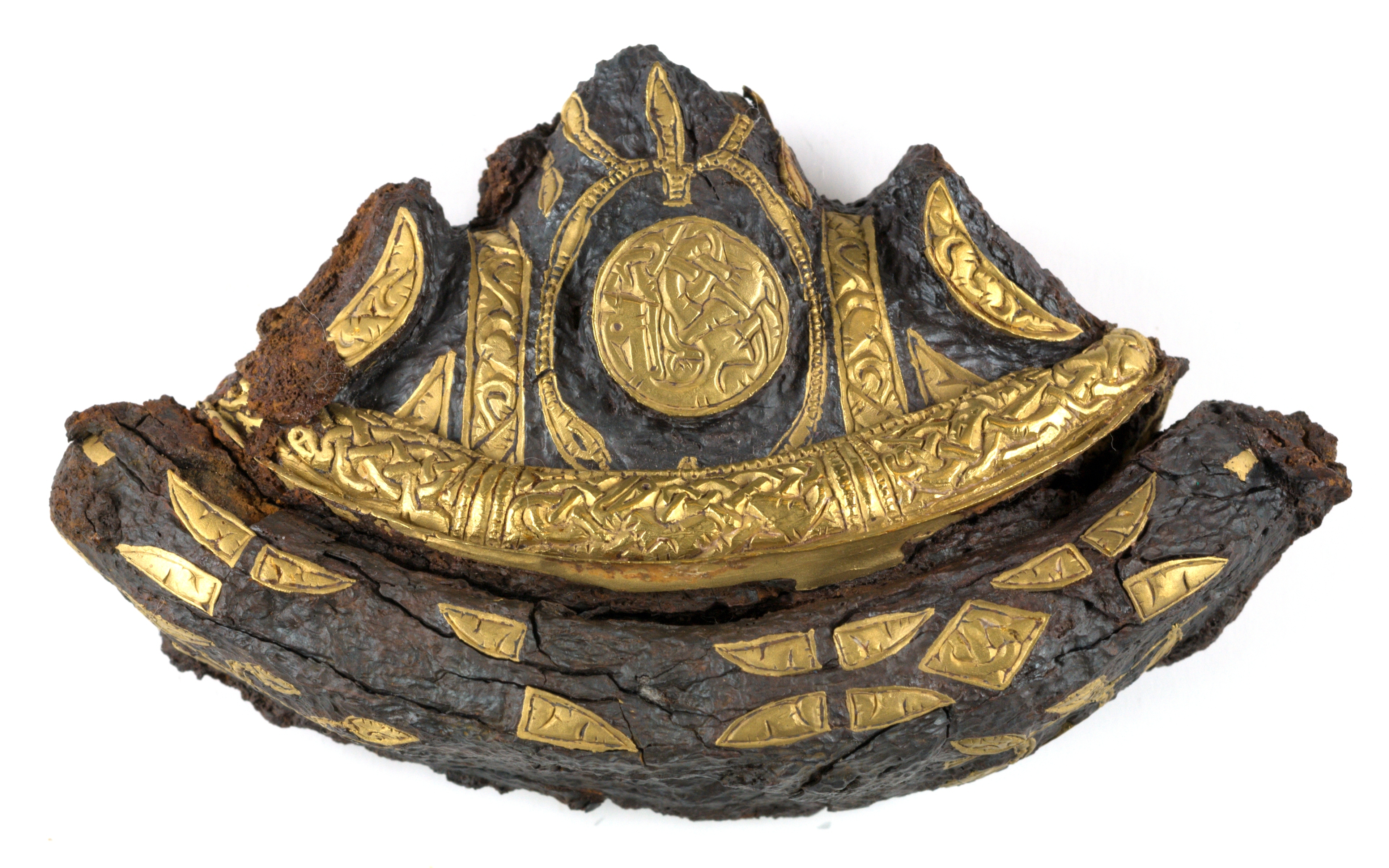
Elsa di spada dal tesoro Bedale, intarsiata con lamina d'oro.

### Accessori per la spada
La grande elsa spada di ferro è sopravvissuta insieme a quattro cerchi d'oro e a sei rivetti d'oro. L'elsa è triangolare ed è intarsiata con placche di lamina d'oro decorate con intreccio animale inciso con bordi intaccati in stile tardo anglosassone Trewhiddle, databile alla fine del IX secolo. La forma dell'elsa è tipica del tipo L di Petersen della fine del IX secolo. L'argento era molto più comune nella decorazione sulle else delle spade di questo periodo e l'ampio uso di lamina d'oro sul reperto lo rende unico.

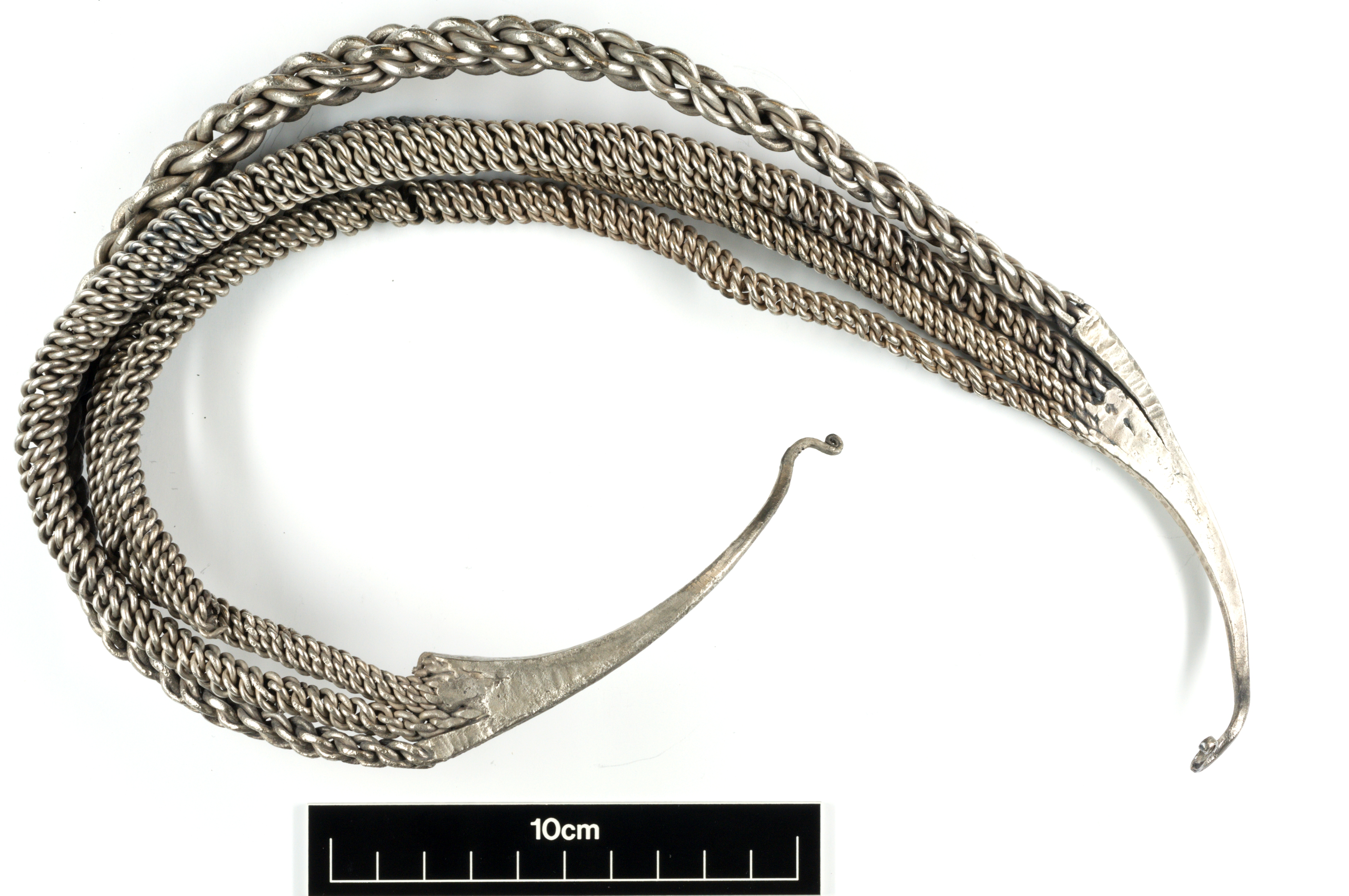
Grande anello d'argento da collo dal tesoro Bedale. Questo è un esempio unico di questo genere.

### Anelli da collo
Il collare più grande del tesoro è costituito da quattro cavi d'argento intrecciati, ciascuno di dimensioni diverse, saldati a martello insieme in terminali piatti. Il cavo più esterno è costituito da sei spessi fili intrecciati e le tre fili interni "cavi" costituiti ciascuno da soli tre trefoli arrotolati di fili a doppia torsione. Sebbene i singoli componenti del collare possano essere messi in parallelo, questa variante "West Viking" è unica. Il commercio internazionale associato a questo tesoro è meglio dimostrato dal frammento di anello in stile "Permiano", un tipo importato dalla Russia durante la prima parte del periodo vichingo Nel tesoro sono presenti anche due anelli da collo completi di cavo a sei trecce, e un anello da collo a tre fili tagliato a metà.

### Lingotti
Nel tesoro sono stati trovati ventinove lingotti d'argento (con una varietà di leghe minori), molti dei quali hanno segni di prova. Tre hanno croci incise. Pesano da 40 a 146 grammi.

## Significato
Il tesoro rappresenta gli interscambi internazionali nel periodo altomedievale, con le influenze russe e irlandesi tra gli anglosassoni e anglo-scandinavi. La mancanza di monete  mostra l'economia dei lingotti in uso alla fine del IX secolo. È precedente sia al Tesoro di Cuerdale che al Tesoro della valle di York.

## Esposizione
Il tesoro è stato esposto per la prima volta al pubblico nello Yorkshire Museum nel 2014. Dal 2017 ha fatto parte di una mostra itinerante intitolata "Viking: Rediscover the Legend" ed è esposta accanto al tesoro della valle di York e al tesoro di Cuerdale, con il tour iniziato allo Yorkshire Museum e successivamente allestito alla Atkinson Art Gallery and Library a Southport, alla Galleria d'arte di Aberdeen, al museo del Castello di Norwich e all'Università di Nottingham.